# Møllekrogen
Møllekrogen er en bugt i den  sydøstlige ende af Esrum Sø, som er udlagt som naturreservat. Et område langs bredderne på 50 hektar blev  fredet i 1971. I selve fuglereservatet Møllekrogen er der adgang forbudt, men  fra to  fugletårne er der flere og gode observationsmuligheder til det rige fugleliv i krogen. Det fredede område er præget af fugtigbundsvegetation. Fra P-pladsen ved Stenholt Mølle kan man følge en sti mod øst. Den fører forbi flere mindre søer.
Efter en sænkning af vandstanden med efterfølgende tilgroning fremtræder området i Møllekrogen som søens naturlige afgrænsning mod den sydlige del af Grib Skov.
Arealet, hvor der under besættelsestiden blev gravet tørv, henligger nu med store vandflader og er et af de bedste områder for vade- og svømmefugle i Nordsjælland. Det har stor ornitologisk og landskabelig værdi, herunder undervisningsmæssig værdi for skolerne i området. Ved et samarbejde mellem Hillerød Kommune, Naturstyrelsen og Dansk Industri er der i 2010 foretaget omfattende naturgenopretning med henblik på at etablere gydebanker for søørred i Fønstrup Bæk og Egelund Bæk. I øvrigt lever der bæklampret i vandløbene.